# Vivien Merchant
Vivien Merchant, geboren als Ada Thompson, (Manchester, Engeland, 22 juli 1929 - Londen, Engeland, 3 oktober 1982) was een Brits actrice.
Ze was een veelgeliefde hoofdrolspeelster in het Intimate Theatre in Londen, gedurende de jaren 50. 
In 1967 werd ze genomineerd voor een Tony-Award voor Beste Dramatische Actrice, voor haar rol in het stuk The Homecoming. 
Ze trouwde met toneelschrijver Harold Pinter in 1956. Sinds het midden van de jaren 60 ging het steeds slechter met hun huwelijk. Pinter begon in 1975 een affaire met auteur/geschiedkundige Antonia Fraser. Vivien en Pinter scheidden uiteindelijk in 1980 en hij trouwde met Fraser in december van dat jaar. Vivien was ontroostbaar en haar toch al grote alcoholprobleem verergerde. Ze stierf twee jaar later aan levercirrose.

## Filmografie
- Armchair Theatre Televisieserie - Girl (Afl., A Night Out, 1960)
- Television Playhouse Televisieserie - Sally (Afl., Night School, 1960)
- Studio Four Televisieserie - Olivia (Afl., The Weather in the Streets, 1982)
- The Lover (Televisiefilm, 1963) - Sarah
- Tea Party (Televisiefilm, 1965) - Rol onbekend
- Theatre 625 Televisieserie - Rol onbekend (Afl., Focus, 1966)
- Alfie (1966) - Lily
- Seven Deadly Sins Televisieserie - Rol onbekend (Afl., My Friend Corby, 1966)
- Thirty-Minute Theatre Televisieserie - Ella (Afl., Ella, 1966)
- Accident (1967) - Rosalind
- Play of the Month Televisieserie - Evelyn Daly (Afl., Waters of the Moon, 1968)
- ITV Playhouse Televisieserie - Tessa (Afl., Funeral Games, 1968)
- Alfred the Great (1969) - Freda
- ITV Saturday Night Theatre Televisieserie - Maureen Instance (Afl., The Full Cheddar, 1969)
- Wicked Women Televisieserie - Augusta Fullan (Afl., Augusta Fullan, 1970)
- Play of the Month Televisieserie - Don Ana (Afl., Don Juan in Hell, 1971)
- Under Milk Wood (1972) - Mrs. Pugh
- The Offence (1972) - Maureen Johnson
- Frenzy (1972) - Mrs. Oxford
- A War of Children (Televisiefilm, 1972) - Nora Tomelty
- Play of the Month Televisieserie - Jane Noble (Afl., The Common, 1973)
- The Homecoming (1973) - Ruth
- Softly Softly Televisieserie - Maggie Jarman (Afl., Cover, 1973)
- The Maids (1974) - Madame
- The Man in the Iron Mask (Televisiefilm, 1977) - Queen Maria Theresa
- Secret Army Televisieserie - Mlle. Gunet (Afl., Growing Up, 1977)
- Breakaway Televisieserie - Isabel Black (Afl. onbekend, 1980)
- A Tale of Two Cities (Mini-serie, 1980) - Miss. Pross

- Bibliothèque nationale de France: cb14206160n (data)
- Gemeinsame Normdatei: 1068037083
- International Standard Name Identifier: 0000 0000 0087 7858
- Library of Congress Control Number: no99061662
- Nationale Bibliotheek van Israël: 987007334872505171
- SNAC: w63s5z5d
- Système universitaire de documentation: 183779657
- Virtual International Authority File: 34668416
- WorldCat: E39PBJcWr4Ww7KWXmrHFDMrH4q